# Grup Met
El Grup Met és una empresa catalana nascuda l'any 2003, amb seu a El Masnou, especialitzada en la logística internacional de productes, principalment de la indústria tèxtil i de la moda, però també d'altres sectors com la construcció, l'electrònica, la joieria i els electrodomèstics. Va ser creada i actualment presidida per Francesc Maristany. L'empresa té 116 delegacions arreu dle món, contracta més de 1.500 persones i l'any 2019 va assolir una facturació superior als 1.000 milions d'euros.
Aran de l'epidèmia de Covid-19, van transformar la seva logística empresarial per a gestionar el moviment internacional de proves PCR per a la detecció de la malaltia, produïdes a Corea del Sud.
El fòrum de Cooperació Econòmica Àsia Pacífic (APEC) va contractar l'empresa per a ser el proveïdor oficial de les proves PCR per als 21 països que conformen l'aliança, a més d'altres mercats.
L'empresa va assegurar que havia contactat tant amb el Govern d'Espanya com el Govern de Catalunya, per oferir els seus serveis i productes, i que no n'havia rebut resposta. Posteriorment, en una entrevista a Telecinco, el president de l'empresa va confirmar que el govern català si que l'havia respost, però no així el govern espanyol.